# Strueth
Strueth là một xã trong tỉnh Haut-Rhin, vùng Grand Est ở đông bắc Pháp. Xã này có diện tích 4,31 km², dân số năm 1999 là 331 người. Khu vực này có độ cao 360 mét trên mực nước biển.